# Oronotus celer
Oronotus celer är en stekelart som beskrevs av Tosquinet 1903. Oronotus celer ingår i släktet Oronotus och familjen brokparasitsteklar. Inga underarter finns listade i Catalogue of Life.